# Llista de topònims de Sant Hipòlit de la Salanca
Llista de topònims (noms propis de lloc) de Sant Hipòlit de la Salanca (Rosselló).
Informació actualitzada per un bot. Els canvis manuals es perdran quan s'actualitzi!

## canal
| imatge | Nom              | Ubicat a                   | instància de | Detalls      | coordenades                                                   | Protecció | Commons (més fotos) | Dades a WD                    |
| ------ | ---------------- | -------------------------- | ------------ | ------------ | ------------------------------------------------------------- | --------- | ------------------- | ----------------------------- |
|        | l'Agulla Grossa  | Sant Hipòlit de la Salanca | canal        |              | 42° 48′ 14″ N, 2° 58′ 32″ E / 42.8037777778°N,2.97558333333°E |           |                     | Modifica les dades a Wikidata |
|        | l'Agulla Ventosa | Sant Hipòlit de la Salanca | canal        | Llarg: 2.6km | 42° 48′ 02″ N, 2° 58′ 58″ E / 42.8005833333°N,2.98288888889°E |           |                     | Modifica les dades a Wikidata |

## Misc
| imatge | Nom                                           | Ubicat a                                                                               | instància de                          | Detalls                         | coordenades | Protecció                                                 | Commons (més fotos)                          | Dades a WD                    |
| ------ | --------------------------------------------- | -------------------------------------------------------------------------------------- | ------------------------------------- | ------------------------------- | --- | --------------------------------------------------------- | -------------------------------------------- | ----------------------------- |
|        | Castell de Sant Hipòlit de la Salanca         | Sant Hipòlit de la Salanca                                                             | castell                               |                                 | 42° 47′ 05″ N, 2° 58′ 01″ E / 42.784628°N,2.96682°E                                                             | monument històric inventariat                             | Château de Saint-Hippolyte (Saint-Hippolyte) | Modifica les dades a Wikidata |
|        | Mil·liari de Sant Hipòlit de la Salanca       | Sant Hipòlit de la Salanca                                                             | mil·liari                             |                                 | 42° 47′ 05″ N, 2° 58′ 02″ E / 42.7846°N,2.9672°E fr:Borne                                                       | monument històric catalogat                               |                                              | Modifica les dades a Wikidata |
|        | Saint-Hippolyte                               | Sant Hipòlit de la Salanca                                                             | estació de ferrocarril                |                                 | 42° 46′ 59″ N, 2° 58′ 07″ E / 42.783187°N,2.968523°E                                                            |                                                           |                                              | Modifica les dades a Wikidata |
|        | Sant Miquel de Sant Hipòlit de la Salanca     | Sant Hipòlit de la Salanca                                                             | església                              |                                 | 42° 47′ 04″ N, 2° 58′ 03″ E / 42.7845°N,2.96744444444°E                                                         | bé catalogat a l'Inventari general del patrimoni cultural | Église de Saint-Hippolyte (Saint-Hippolyte)  | Modifica les dades a Wikidata |
|        | casa de la vila de Sant Hipòlit de la Salanca | Sant Hipòlit de la Salanca                                                             | instal·lació Ús: seu del govern local |                                 | 42° 47′ 06″ N, 2° 58′ 02″ E / 42.7849468147449°N,2.96735951419608°E fr:3 RUE PAUL RIQUET, 66510 SAINT-HIPPOLYTE |                                                           |                                              | Modifica les dades a Wikidata |
|        | cementiri de Sant Hipòlit de la Salanca       | Sant Hipòlit de la Salanca                                                             | cementiri                             |                                 | 42° 47′ 13″ N, 2° 58′ 07″ E / 42.7869°N,2.9685°E                                                                |                                                           |                                              | Modifica les dades a Wikidata |
|        | estany de Salses                              | Salses Leucata                                                                         | llacuna                               | Superfície: 54km²               | 42° 50′ 52″ N, 2° 59′ 47″ E / 42.847677777778°N,2.9963472222222°E 0 msnm                                        |                                                           | Étang de Leucate                             | Modifica les dades a Wikidata |
|        | àrea protegida de l'estany de Salses          | Fitor Leucata el Barcarès Sant Hipòlit de la Salanca Sant Llorenç de la Salanca Salses | àrea protegida de França              | 2017-06-30 Superfície: 76.37km² | 42° 51′ N, 3° 00′ E / 42.85°N,3°E 0 552 msnm                                                                    | Espai Ramsar                                              |                                              | Modifica les dades a Wikidata |